# Otto Klineberg
Otto Klineberg (* 2. November 1899 in Québec; † 6. März 1992 in Bethesda, Maryland) war ein kanadischer Sozialpsychologe, der sich mit Rassenfragen und Fragen des Nationalcharakters beschäftigte. Er führte Cross-cultural-Studien zum menschlichen Verhalten durch und gilt als einer der Gründerväter der modernen Sozialpsychologie.
Er studierte an der Columbia-Universität unter Franz Boas und schloss 1927 mit dem Ph.D. ab. Er forschte dort weiter und wurde später Professor.
Sein epochemachendes Werk Race differences (1935), in dem er Rassenunterschiede unter biologischen, psychologischen und kulturellen Kriterien untersuchte, war von großem Einfluss auf die amerikanische Anthropologie.
Klineberg führte Intelligenztests an Migranten, bei Indianerstämmen und farbigen Studenten durch und seine bahnbrechenden Studien beeinflussten die Entscheidung des Obersten Gerichtshofs der Vereinigten Staaten zum Fall Brown v. Board of Education, der von 1952 bis 1954 fünf Fälle zum Thema der Rassentrennung an öffentlichen Schulen verhandelte.
Sein Werk Rasse und Psychologie fand Aufnahme in eine Schriftenreihe der UNESCO.

## Race differences
In seinem Werk über die Rassenunterschiede stellte er fest, dass die Unmöglichkeit zu bestimmen, ob es drei oder dreihundert sein sollten, durch niemanden besser veranschaulicht werde, als durch den französischen Anthropologen Joseph Deniker, den Verfasser des Werkes Les races et les peuples de la terre: Éléments d'anthropologie et d'ethnographie ("Rassen und Völker der Erde"), der eine Kombination aus Merkmalen wie Haartextur, Hautfarbe, Augenfarbe und Nasenform verwendete, um auf siebzehn Hauptrassen sowie neunundzwanzig Unterrassen zu kommen (1935:21).

## Werke
- Race Differences. New York and London, Harper & brothers 1935
- Negro Intelligence and Selective Migration. Columbia University Press, New York 1935
- An Experimental Study of Speed and Other Factors in "Racial" Differences. New York, [1928]
- Social Psychology. NY: Henry Holt and Company, 1940
- Characteristics of the American Negro. New York [u. a.] : Harper, 1944
- Tensions Affecting International Understanding. A Survey of Research. NY: Social Science Research Council, 1950
- Race and Psychology. Paris : Unesco, 1951 (La question raciale devant la science moderne)
  - Rasse und Psychologie. Colloquium, Berlin, 1953. (Schriftenreihe der Unesco. Die moderne Wissenschaft der Rassenfrage)
- Social Psychology. Rev. ed. – New York: Holt, 1958
- The Human Dimension in International Relations. New York [u. a.]: Holt, Rinehart and Winston, 1965
  - Die menschliche Dimension in den internationalen Beziehungen. Aus d. Engl. übers. von Helmut Richter. Bern, Stuttgart: Huber, 1966 (Schriften zur Sozialpsychologie, Nr. 4)
- Nationalism and Tribalism among African Students: A Study of Social Identity. Paris : Mouton, 1969
- International Educational Exchange: an Assessment of Its Nature and Its Prospects. The Hague [u. a.] : Mouton, 1976
- At a Foreign University: an International Study of Adaptation and Coping. New York, NY : Praeger, 1979
- Students, Values, and Politics. New York u. a., 1979